# Lygephila
Genre
Le genre Lygephila regroupe des lépidoptères (papillons) nocturnes de la famille des Erebidae (ou des Noctuidae selon les classifications).

## Espèces rencontrées en Europe
- Lygephila craccae (Denis & Schiffermüller, 1775)
- Lygephila exsiccata (Lederer, 1855)
- Lygephila fonti Yela & Calle, 1990
- Lygephila glycyrrhizae (Rambur, 1866)
- Lygephila lubrica (Freyer, 1842)
- Lygephila ludicra (Hübner, 1790)
- Lygephila lusoria (Linnaeus, 1758)
- Lygephila pastinum (Treitschke, 1826)
- Lygephila procax (Hübner, 1813)
- Lygephila viciae (Hübner, 1822)